# Социометријски тест
Социометријски тест је техника коју је, у облику особеног кратког упитника, конструисао оснивач социометрије Ј. Морено. Социометријским тестом се испитују и мере социјално-емоционални односи у малој групи људи, као и статус сваког појединца у њој. Социометријски тест је средство за проучавање друштвене структуре у светлости привлачења или одбијања који се испољавају у једној групи. Резултати социометријског теста приказују се обично у виду социограма, а могу се користити за образовање складних и успешних група (у вртићу, школи, војсци, спорту, предузећу).